# Infinity Blade: Awakening
Infinity Blade: Awakening est une novella de l'auteur de fantasy Brandon Sanderson. Elle est basée sur le jeu vidéo d'action et de rôle sur iOS Infinity Blade, développé par Chair Entertainment et Epic Games, et sert de pont scénaristique entre le premier et le deuxième jeu. Elle est sortie sous forme de livre électronique le 3 octobre 2011, ce qui a coïncidé avec la sortie de la quatrième mise à jour d'Infinity Blade et l'annonce de la suite. 

## Résumé de l'intrigue
L'histoire reprend la fin principale d'Infinity Blade. Siris, le dernier personnage d'Infinity Blade, retourne dans sa ville natale, Drem's Maw, après avoir tué le roi dieu sans mort avec sa propre épée, l'Infinity Blade. Les anciens de Drem's Maw forcent Siris à partir car ils craignent que les autres Deathless n'attaquent Drem's Maw pour récupérer l'Infinity Blade. Siris retourne à Lantimor, où il a vaincu le Roi Dieu.
Là-bas, Siris trouve une sorte de partenaire en la personne d'Isa, un assassin qui est à la fois un combattant de la liberté et un mercenaire intéressé. Ils apprennent que le Roi Dieu a été ressuscité et que la Lame d'Infini ne peut tuer définitivement un Sans-Mort qu'après avoir été complètement activée. (Dans le jeu, Siris a complètement activé la lame d'infini après avoir vaincu l'Ancêtre).
Ils se rendent sur les terres de Saydhi, un autre sans-mort, pour apprendre d'elle où est emprisonné le Travailleur des Secrets, le créateur de la Lame d'Infini, afin de pouvoir lui rendre la Lame d'Infini. Isa reste derrière pendant que Siris affronte les champions de Saydhi un par un.
Par la suite, Saydhi indique à Siris où aller, mais l'attaque ensuite. Il la tue, mais est capturé par le Roi Dieu ressuscité, et la Lame d'Infini est reprise par le Roi Dieu. Isa tue Siris avec un carreau d'arbalète pour que le Roi Dieu ne puisse pas tuer Siris définitivement avec la Lame d'Infini. Siris se réveille alors dans une cuve de soins similaire à celle qui se trouve sous le château du Roi Dieu, et apprend qu'il est un Sans-Mort nommé Ausar.
Les guerriers qui étaient partis combattre le Roi Dieu se sont révélés n'être que d'innombrables résurrections d'Ausar et l'Ancêtre, dont le nom est Archarin, était le fils d'une de ces résurrections. Siris et Isa se séparent après cette prise de conscience, Siris partant libérer le Travailleur des Secrets et trouver un moyen de vaincre définitivement tous les Sans-Mort. 

## Suite
En 2013, une suite, intitulée Infinity Blade: Redemption, est sorti. 